# Dope
Dope는 미국의 가수 레이디 가가의 세 번째 정규 앨범 Artpop의 두번째 프로모션 싱글이다. 2013년 11월 4일에 인터스코프 레코드에서 발매하였다.